# Снежна сова
Снежна сова, позната и као арктичка сова или бела сова (лат. Bubo scandiacus), крупна је врста сове из породице правих сова (лат. Strigidae). Настањује тундре северних делова Евроазије и Северне Америке. Живи на висинама од нивоа мора па до 1.100—1.500 метара надморске висине. У Америци током сезоне гнежђења живи јужно до обалског дела западне Аљаске, северног Јукона и Макензија, јужног Кивејтна, североисточне Манитобе, северног Квебека и Лабрадора, док се током зиме може видети све до јужне Канаде и северних делова Сједињених Држава. Када је реч о Европи и Азији, насељава северне делове Евроазије, јужно до краја тундри, а ретко се виђа на Британским острвима и Исланду, док зиму проводи јужно до Исланда, Британских острва, северне континенталне Европе, централне Русије, северне Кине и Сахалина.
Мужјак снежне сове је готово потпуно бео, док женке имају бројне црне флеке по перју. Младунци имају потпуно црно перје, које се, како расту, постепено мења у белу боју. Фацијални диск је код женке изражен, док је код мужјака слабо видљив и стапа се са остатком тела, који је карактеристичан и јединствен по томе што садржи чекиње и ситно перје које утиче на смањење одсјаја, пошто је код свих јединки глава чисте беле боје. Висока је у просеку 52—71 центиметара, са распоном крила 125—150 центиметара, а просечна тежина снежне сове се креће од 1,6 до 3 килограма.
Снежна сова се углавном гнезди при тлу, а главни део њене исхране су ситни глодари, међу којима су најчешћи зечеви, бизамски пацови, мрмоти, веверице, кунићи, ракуни, преријски пси, пацови и кртице, али се неретко на менију могу наћи и птице, првенствено патке, барске коке, гњурци, шљукарице, као и фазани, тетреби и певачице. Донедавно је била једини члан посебног рода Nyctea, али су студије из 2002. године, изучавајући митохондријску ДНК, показале да је снежна сова веома блиска роду Bubo, где је сада и сврстана.

## Етимологија
Снежна сова је своје име добила захваљујући боји свог перја, као и простору који насељава. Наиме, ова врста се еволуционо прилагодила северном делу северне хемисфере и просторима тундре који су већим делом године покривени снегом — процесима дивергентне еволуције полако су се мењале морфолошке карактеристике како би се врста прилагодила новом ареалу, што је резултирало белином перја. Када је реч о латинском имену ове врсте, име рода Bubo је латински назив за буљину, док је scandiaca новолатинско име Скандинавије.

## Систематика
Снежна сова била је једна од многобројних врста птица коју је Лине описао у својој сада већ чувеној 10. едицији Systema Naturae из 1758. године, у којој јој је дао биноминално име . Врста је потом пребачена у засебни монотипски род Nyctea. Међутим, студије из 2002. године, које су упоређивале секвенце цитохрома б митохондријске ДНК (mtDNK) потврдиле су да је снежна сова веома слична припадницима рода Bubo, па је монотипски род Nyctea припојен роду Bubo. Ипак, неки научници оспоравају ову класификацију, преферирајући и даље биноминално име .
Данас не постоје подврсте снежне сове, међутим, изумрла, робуснија снежна сова, са око 2% дужим и 6% дебљим костима од данашње снежне сове, позната је на основу глацијалних наслага на југу Француске, а описана је као Nyctea scandiaca gallica.

### Географске варијације
Варијација је мала широм холарктичког ареала распрострањења, вероватно због номадских навика и дисперзивности ове птице. Генетичка анализа популације није открила филогеографске структурне промене у три различита географска региона — Скандинавији, источном Сибиру и северним деловима Северне Америке, нити високе нивое протока гена у скорашњој прошлости и садашњости.

### Сродне врсте
Најближи рођак снежне сове није јасно дефинисан, али молекуларна истраживања показују да би америчка буљина (Bubo virginianus) могла бити њена еволутивна сестринска врста, пошто је процењено да су се ове две врсте одвојиле пре око четири милиона година. Ове две врсте су веома сличне по начину оглашавања и имају сличан број и структуру хромозома и макро-аутозома; ипак, разлике у перју и скелету довеле су до тога да неки научници сместе снежну сову у монотипски род . Недавно успешно међусобно укрштање, у заточеништву, мужјака снежне сове и женке буљине (Bubo bubo), потврђује блиску еволутивну везу са ушатим совама.

## Опис
Ова крупна сова је веома лако уочљива. Као и код свих сова, и код ове врсте је мужјак нешто ситнији од женке. Одрасла јединка је висока од 52 до 71 центиметара, са распоном крила 125—150 центиметара. Женке су у просеку велике 63, а мужјаци 58 центиметара, док просечна тежина снежне сове варира између 1,6 и 3 килограма, с тим да је просечна тежина мужјака 1.700 грама, док је женка тешка у просеку 2.100 грама.
Постоје значајне варијације у обојености перја у зависности од пола, старости и индивидуалне јединке, тако да прекривеност црним тачкама и шарама може да варира у распону 0—50%. Ова појава је, поред снежне сове, уочена једино код кукувије, док се код осталих врста сова не јавља. Ипак, одрасли мужјак је углавном чисто беле боје, чиме се савршено стапа с околином, док женка и птићи имају поједине делова перја који су нијансе црне и сиве боје. Код младих, тамна обележја у виду тачака могу чак да доминирају. Међутим, без обзира на пол, лице, врат и горњи део груди су снежнобеле боје, а фацијални диск је код женке изражен, док је код мужјака слабо видљив и стапа се са остатком тела. Премда није уочљив, фацијални диск показује карактеристичне адаптације на средину у којој ова сова живи. Бројне и дуге чекиње и ситно перје вире из фацијалног диска, што утиче на смањење одсјаја, пошто је код свих јединки глава чисте беле боје. Ова особина није примећена код других врста северних сова које су такође изложене снегу и ниским температурама, али живе у шумама.
Снежна сова има густо перје са ногама прекривеним дугачким белим перјем које је штити од хладне северне климе. Глава снежне сове је крупна и заокругљена, са очима златножуте боје. Занимљиво је да је и црни кљун прекривен паперјем. За разлику од осталих сова, перје на ушима није толико изражено и подигнуто. Просечан животни век у дивљини износи десет година. Снежна сова је једна од највећих, а у Северној Америци је и у просеку најтежа врста сова.
Снежна сова стоички подноси хладноћу и тек понекад тражи заклон од мраза и јаких ветрова. Перје је тако ефикасно штити да одрасла јединка може да поднесе и температуре од 40 степени испод нуле. Научници кажу да је снежна сова подједнако добро заштићена од хладноће као поларне лисице.
- Портрет снежне сове
- Очи снежне сове
- Бели фацијални диск одудара од шареног перја код женке, Влиленд, Холандија

## Палеобиологија
У Северној Америци се плеистоценски остаци ове сове могу наћи на бројним локацијама, међу којима и на Рту Принца од Велса, острву Мала Кишка, острву Сент Лоренс, као и у Илиноису и округу Емонс. Када је реч о Канади, остаци су пронађени у Гатину, Квебек.
Пре око 20.000 година, снежна сова насељавала је и просторе готово читаве континенталне Европе, укључујући Аустрију, Азербејџан, Чешку, Словачку, Француску, Немачку, Мађарску, Италију и Шпанију. У Француској, током археолошких ископавања на неколико локација у равницама Аквитаније пронађене су кости ове птице. Неки од локалитета на којима су пронађене кости јесу Буа-Раго у департману Вијен, Сен-Жермен-ла-Ривијер, абри ди Морин и Фостин у Жиронди, абри де ла Мадлен и железничка станица Куз у Дордоњи, као и у пећини Песак-сир-Дордоњ. Анализом ових остатака од стране археозоолога дошло се до закључка да су ловци-скупљачи из магдаленијенске културе ловили ову врсту. Наиме, они су по свој прилици користили месо снежне сове за исхрану, док су њене кости и перје користили за израду коштаних алатки или украшавање. Канџе су се такође користиле као украс за копља, али и као кремен. Поред овога, докази постојања снежне сове у Француској у палеолиту представљају и цртежи на зидовима пећина Портел и Труа Фрер.
У касном плеистоцену распрострањеност ове птице проширила се јужно све до Бугарске и већег дела Апенинског полуострва. Наиме, у пећини Козарника, на северозападу Бугарске, пронађени су остаци 43 врсте птица, од којих бројне врсте данас уопште не насељавају ове делове Европе, а међу којима је и снежна сова. Ради се о периоду 80.000—16.000 година пре нове ере, када је ледени покривач досезао и до Централне Европе, па је ареал распрострањења снежне сове био знатно већи.

## Распрострањеност
Снежна сова се гнезди у арктичким тундрама најсевернијих делова Аљаске, северне Канаде, укључујући Гренланд, и већем делу северне Евроазије. Снежну сову привлаче отворене области попут приобалних дина и прерија које подсећају на тундру. Пријављено је да живи на југу све до северне Кине, јужне Русије, као и у јужнијим Америчким државама попут Тексаса, Џорџије и земаља Мексичког залива. Од 1967. до 1975. године размножавала се и на Шетландским острвима, где је данас скоро више нема. Женке су лето проводиле на овом острву све до 1993. године, али су данас на Британским острвима само повремени зимски посетиоци Шетландских острва, Спољних Хебрида и Кернгормса. Када је реч о централним и јужним деловима Европе, снежна сова је забележена у Чешкој, Словачкој, Мађарској и на Балкану као редак зимски посетилац.

### Америке

#### Ареал гнежђења
Снежна сова насељава ширине између 60⁰ и 82⁰ СГШ, што је најчешће повезано са распрострањеношћу леминга, мада понекад и са другим врстама сисара и морских птица. У Северној Америци се може наћи на западним Алеутима и острву Хол, као и од северне Аљаске, преко Канадског Арктичког архипелага северно до острва Елсмир, јужно до обалског дела западне Аљаске, северног Јукона и Макензија, јужног Кивејтна, североисточне Манитобе, северног Квебека и Лабрадора.
Места за размножавање нису увек заузета током целе године, а разлог за то је флуктуација хране и саме номадске навике ове сове. Вероватно прво гнездо икада забележено у Северној Америци, од стране недомородаца, било је лоцирано у Гринел Ленду, Елсмир, на 82⁰ 40' СГШ 20. јуна 1876.

#### Ареал зимовања
Када је хране у изобиљу, снежна сова је једна од ретких птица грабљивица која је способна да издржи арктичке зиме, било у копненој, било морској средини, па је тако било забележено да је једна јединка зимовала на чак 82⁰ СГШ. Премда у стању да зимује на географским ширинама на којима се гнезди, снежна сова се током зиме неретко виђа јужно све до јужне Канаде и северних делова Сједињених Држава, мада је права реткост видети је јужно до централне Калифорније, Колорада, Флориде, Џорџије, Кентакија, Луизијане, Неваде, Оклахоме, Јужне Каролине, Тексаса и Јуте.
На Бермудама је виђена два пута 1843. године, а након тога је једна јединка забележена тек 2013. године. Фебруара 1886. године, јединка снежне сове слетела је на пароброд Нове Шкотске под називом Ulunda на самој ивици Гранд Банка, преко 600 km далеко од најближег копна. Била је заробљена, а касније сачувана у Музеју Нове Шкотске.
Јануара 2009. године, снежна сова се појавила у Спринг Хилу, Тенеси, што је прво забележено виђење ове врсте у Тенесију још од 1987. године. Такође су значајне и масовне зимске миграције током 2011. и 2012. године, када је хиљаде снежних сова забележено на разним локацијама у Сједињеним Државама. Забележена су јата широм атлантске и пацифичке обале, у 35 унутрашњих држава САД и у свим јужним канадским провинцијама, укључујући јединке виђене јужно чак до Арканзаса, Оклахоме, Тексаса, Јуте и Северне Каролине. Ово је потом било праћено знатно већом миграцијом 2013. и 2014. године, када је снежна сова први пут виђена на Флориди. Такође, крајем 2014, снежна сова је виђена у Беркли Тауншипу, Њу Џерзи.

### Свет

#### Ареал гнежђења
Насељава просторе од северног Гренланда, Скандинавије и Русије јужно до краја тундри Евроазије и Командорских острва. Ретко се виђа на Британским острвима и Исланду, а раније је насељавала и Шетландска острва.

#### Ареал зимовања
Зимски ареал снежне сове ван простора Америка је нешто различит од њеног ареала гнежђења, па, стога, зиму може проводити јужно до Исланда, Британских острва, северне континенталне Европе, централне Русије, северне Кине и Сахалина. Као случајан пролазник се може видети у источноевропским земљама, на Азорима, у Медитерану, Ирану, северозападној Индији и Јапану.

## Миграција
Снежна сова је углавном миграторна врста, с тим да поједине јединке остају на или у близини места размножавања. Ипак, велика разлика у бројности, старости и полу чини сваку годину другачијом и води до разних спекулација о популационој демографији и распрострањености. Верује се да снежна сова мигрира јужно од свог арктичког ареала гнежђења када популација леминга има тенденцију опадања. Повремено се дешава да снежне сове мигрирају две зиме заредом, с тим да друга миграција укључује мањи број јединки.
Оваква веровања су донекле и оправдана, пошто се снежна сова за време гнежђења готово искључиво храни леминзима. У Северној Америци су, на пример, биле забележене 24 велике инвазије између 1833. и 1945. године, у различитим регионима и на различитим географским ширинама. Ове инвазије биле су повезане са значајним повећањима бројности популација снежних лисица и других предатора леминга, што је довело до закључка да се снежна сова сели када нема довољно леминга, што је отприлике на сваких 3—5 година. Све ово је чак довело до идеја и замисли да се миграције снежне сове могу предвидети. И заиста, током неких година су предвиђене велике миграције ове сове јужно од њеног ареала гнежђења до јужне Канаде и северних делова Сједињених Држава. Миграторна јата су углавном састављена од младих јединки, обично око 5 месеци старих, мада се неретко јављају и одрасле јединке различите старости. Сове обично стижу у ареале зимовања крајем октобра и почетком новембра, али је у неким годинама овај термин ранији. За сада не постоји квантитативна дефиниција миграције, пошто амплитуда бројности може варирати од миграције до миграције.
Понекад је веза између снежних сова и циклуса бројности леминга убедљива, али понекад није. Нажалост, не постоји велики скуп синхроних података који повезује бројност леминга са продуктивношћу снежних сова. Истраживања бројности леминга у северним деловима Аљаске показала су да ова синхронизованост заправо не постоји, док су сличне студије у осталим областима Канаде дале различите резултате. Разлози миграција великих размена нису познати, али храна и временске прилике свакако имају значајну улогу. Једна чињеница је ипак конзистентна: кад год се велике миграције десе, оне су углавном сачињене од јединки млађих од годину дана — показатељ да су популације леминга биле изузетно бројне током сезоне гнежђења пре јесење миграције и да су снежне сове имале продуктивну сезону размножавања. Такође, примећено је да мужјаци углавном мигрирају најјужније, док женке остају ближе ареалу гнежђења, што је приписано социјалној доминацији, пошто су женке доминантне над мужјацима. У Европи су овакве цикличне миграције снежних сова ретке, вероватно због мале површине под тундром у овој области.

## Станиште
Током сезоне гнежђења и размножавања, снежна сова насељава арктичку тундру широм њеног циркумполарног круга. Ово укључује и пустињску арктичку тундру, влажну и обалску тундру, као и арктичка острва. Ретко се виђа у унутрашњим областима под тундром, подручјима под жбуњем и просторима близу границе шума. У свим арктичким стаништима преферира области са изразитим брежуљцима на којима гради гнездо, одмара се током дана и вреба плен. Снежна сова ће често настанити и мање привлачна станишта ако је у њима храна у изобиљу, попут мочвара, река и језера.
За време пролећних и јесењих миграција преферира отворена станишта попут обала и прерија. Ипак, неке јединке, када су у нужди, прелећу и шуме и планине како би стигле до тундре за пролећно гнежђење или отворених станишта за зимовање.
Зиму проводи од снежних тундри и отворених, залеђених вода, јужно до ловишта, фарми, обала, мочвара, великих шума и градова који се граниче са отвореним пољима. Јужно од тундре, снежна сова насељава отворене равне површине које подсећају на тундру, и то углавном пашњаке или обрадиве површине са доста стубова, на којима проводи већи део времена и вреба плен.
Иако примарно није морска птица, познато је да снежна сова може да проводи зиму и у обалним подручјима јужно од ареала гнежђења, као и у областима отворених вода на Арктику, па је тако чест посетилац бродова, на којима проводи и до неколико дана. У отвореним водама се најчешће храни морским птицама, првенствено морским паткама и њоркама.

## Понашање

### Кретање
Одрасла јединка је бипедална и, уколико јој је гнездо на земљи, често хода како би стигла до њега. Такође може и да шета около по земљи како би проверила где се можда плен крије. Младунци су у потпуности бипедални и координирани пре оперјавања и осамостаљивања. Може да трчи по потреби, а све јединке могу и да скачу, често користећи раширена крила да би одржале равнотежу.
Начин летења варира и углавном је лежеран, сличан лету осталих великих сова, а слично ритској сови, лет снежне сове подсећа на пливање кроз ваздух. Када јури птичји плен, јединке своје врсте или када брани територију од предатора, лет је брз, прав и јак, сличан соколовом. Поред тога, у случају да брани своје гнездо, кружи око претње на великим висинама и великом брзином зарони ка доле, углавном нападајући непријатеља отпозади. У случају да је на великим висинама, може да, попут мишара, лагано једри ваздухом, или да се напрасно спусти и стропошта са одмаралишта на плен који се налази на земљи. Док лети високо изнад тундри или другог отвореног терена, где је ветар углавном јак, често лебди, одржавајући се на ветру, а када је близу земље, лети ниско са кратким замасима крилима и плен граби својим канџама. Често гледа са стране и иза себе док лети.
Одрасла јединка плива веома добро, мада не добровољно, већ углавном када је повређена, али јој није проблем да регуларно и добровољно преплива мале потоке и језерца. Кад су младунци у питању, они такође пливају само када су у опасности, а у том случају користе оба крила као весла.

### Брига о себи
У дивљини, снежна сова се често може приметити како треби своје тело од паразита и инсеката и то чини тако што своје перје пропушта кроз кљун. Користи своје ноге за чешање и чишћење лица, главе и кљуна, а такође и за брисање кљуна након јела, а забележено је и да користи снег за потоње. Често протеже крила и ноге, а купа се углавном у гнезду. Када је реч о младунцима, махом их женка треби, и то њихов потиљак, где они сами не могу да дохвате, мада су забележени и случајеви када се младунци међусобно требе.
За разлику од јаребица из рода Lagopus, снежна сова се не закопава у снег како би се заштитила од арктичке зиме, мада се повремено крије иза различитих објеката, како би се склонила од ветра или олуја.

### Спавање и одмарање
Женка је изузетно опрезна док је у гнезду, нарочито током периода инкубације, када се често нагло буди како би погледала око себе и уверила се да не постоји претња у близини. Женка генерално не спава много током овог периода, али може спавати дуже уколико се мужјак налази на одмаралишту близу гнезда и пази на гнездо. Када нису у периоду бриге о јајима и младунцима, и мужјак и женка углавном спавају током дана на свом одмаралишту, повремено се будећи како би погледали око себе или се требили од инсеката.
Током дана, активности на којима троши време се разликују од годишњег доба, времена, густине плена и од тога да ли је сезона гнежђења или не. Генерално, током зиме лови увече, ујутру и поподне, или чак током целог дана, али је мање активна око поднева. Период активности почиње у сумрак и наставља се до дубоко у ноћ.
У Бароуу, Аљаска, спроведена је студија у којој је током поларног дана посматрано 8 јединки у дивљини и 11 у заточеништву. Истраживања су касније настављена након што је сунце почело да залази у августу, а све како би се упоредила њихова дневна активност. Јединке у заточеништву су имале континуирано обезбеђену храну, док су оне у дивљини морале да лове како би се храниле. Током поларног дана, неслободне јединке имале су цикличне периоде активности од 21 до 8 сати, док су јединке у дивљини биле активне током читавог дана. Међутим, када је сунце у августу почело да залази, и дивље и јединке у заточеништву су биле знатно активније у сумрак и током ноћи. Такође, јединке у дивљини су током кише своје активности сводиле на дремање и спавање.
Близу Калгарија, Алберта, 15 јединки је посматрано током 138 часова током две зиме, како би се уочили обрасци активности и начини на које проводе време. Бихевиоралне категорије укључивале су опрезност, одмарање, требљење и друго, а птице су посматране од 8 до 18 часова, пошто их је након сумрака било тешко пратити због обимне активности током ноћи и смањене видљивости. Утврђено је да је снежна сова била активна (опрезност и летење) у периодима 8—10 и 16—18, док је од 10 до 16 часова одмарала. Све у свему, 98% времена сова је проводила на одмаралишту и била је више у стању опрезности него што се одмарала, а такође дошло се и до закључка да се обрасци активности снежне сове поклапају са обрасцима активности њеног плена (малих сисара).

### Комуникативна интеракција
На интраспецијску комуникацију у великој мери утичу фактори попут старости, пола, социјалног статуса и фактора средине. Мужјаци, на пример, имају специфично парадирање приликом успостављања и одржавања територије, које се може уочити и на неколико стотина метара. Током овог парадирања, мужјак се приликом испуштања сваког дозива нагиње напред и подиже реп. Овакво парадирање се ретко јавља након што је територија успостављена, тако да се најчешће јавља током маја и почетком јуна, а након тога је ретко.
У случају опасности, снежна сова спушта свој предњи део тела и истеже своју главу ка напред, са делимично отвореним крилима и подигнутим перјем на глави, леђима и слабинама. И младунци, као и јединке у заточеништву користе ово понашање, само га знатно преувеличавају када су сатеране у ћошак. У гнезду је обично мужјак тај који овако реагује, иако су му, док хуче, обично крила и перје мање подигнути. Женка такође може реаговати на овај начин, било у гнезду, било ван њега, али у знатно блажој верзији. У крајњем случају, уколико је уљез неуморан, снежна сова леже на леђа и креће да удара канџама и кљуном.

### Територијалност
Територије су примарно ексклузивне, али повремено може доћи до окршаја око територије, мада су у тим случајевима конспецијски мужјаци толерантни по питању граница територија. Премда превасходно кружне, неке територије могу имати и линијски изглед или бити неправилног облика и представљати комбинацију више различитих форми. Територије могу да се мењају сезонски или годишње, у зависности од густине плена и топографских карактеристика. Величина територије и успешност гнежђења су директној вези са бројношћу леминга, па су тако у сезони мале бројности леминга територије знатно веће, а успешност гнежђења мања. Поред тога, може се чак десити да одрасли преместе младунце у подручје где је храна присутнија, како би их лакше хранили. Тако је у периоду великог броја леминга у Бероуу на свега 213 km² забележено чак 54 гнезда, док током сезоне малог броја леминга није забележено ниједно гнездо на тој територији. У Манитоби просечна удаљеност између гнезда износи 3,2 km, док је у Бероуу забележена просечна густина од пет јединки на 1,6 km², с удаљеношћу од 1,6 до 3,2 km међу паровима и територијама у распону 5,2–10 km. Најближи забележени парови у Америци били су удаљени свега ~800—1.600 метара. У Нунавуту је просечна густина јединки по квадратном километру износила 1/26 када леминга није било, у поређењу са 1/2,6 када их је било у великим количинама.
Током зиме је ситуација знатно другачија — мужјаци су углавном номадски и често се селе у потрази за храном, док женке имају ексклузивне територије и спремно их бране од уљеза. У просеку се мужјаци на једном месту задржавају око 6 дана, док женке проводе и до 80 дана на истој територији која у просеку има површину од 154 до 266 хектара, премда је било и оних које се чешће селе, али незнатан број у односу на укупну популацију. Током зиме такође може да дође и до дељења територије, односно заједничког живота, када већи број сова живи на малој територији, а удаљеност између јединки је чак мања од 20 метара.

### Систем парења
Снежна сова је углавном моногамна, иако је забележено пар случајева полигамије. Није познато да се партнери везују и остају заједно више од једне сезоне, што је и очекивано за високо миграторну, номадску врсту. Што се тиче полигамије, у Канади је забележено да се мужјак парио са две женке и са њима подигао укупно 15 младунаца који су доживели зрелост. Бигамија је примећена и код мужјака у Норвешкој, где су се гнезда са женкама налазила на свега 1,3 km удаљености. Полиандрија је, са друге стране, знатно ређа, и до данас је забележен само један случај када су женку са младунцима у Норвешкој хранила два мужјака.

### Спајање парова
Спајање парова се дешава од краја априла до средине маја, а удварање започиње мужјак и то тако што, држећи плен у кљуну, лети у близини женке, веома јако ударајући крилима, која су између замаха постављена у облику оштрог слова V, високо изнад леђа. При крају лета, мужјак се диже у висине и поново поставља крила у облику слова V, спуштајући се након тога лагано наниже. Током целог процеса није забележено оглашавање мужјака, а лет, посматран из веће даљине, подсећа на лет мољца. Након слетања на део земље без снега или у будуће гнездо, мужјак наставља са удварањем — испушта плен из кљуна, стојећи усправно са делимично раширеним крилима, а неки мужјаци и шетају у малим круговима, показујући тако женки своје бокове и леђа. У неком тренутку се потом мужјак нагиње ка напред, спушта главу и делимично шири реп, а често и крила испружи и усмери их ка женки. Показивање крила привлачи женку, тако да му она прилази, а он наставља да држи крила испружена, између којих се налази плен који је донео и који као да крије од женке. Цео овај процес траје мање од пет минута, а женка за то време, као и током и након копулације, задржава исти став тела. Она је благо нагнута ка напред са делимично раширеним репом и благо спуштеним крилима ка доле.

### Предација
У близини гнезда, птице и сисари који могу да представљају претњу снежној сови укључују орла, сокола, јастреба, поморника, галеба, гаврана, лисицу, вука и медведа. Одрасла снежна сова има свега неколико природних непријатеља и ретко кад је убијана од стране других предатора, док гнездо редовно нападају вукови и медведи.
Када је реч о одговору на претње, мужјак је током сезоне гнежђења углавном у близини гнезда, тако да је увек на опрезу. Одбрана гнезда укључује терање из или одвраћање од гнезда, упозоравајућу вокализацију, махање крилима и директан напад. Иако мужјак у већини случајева брани гнездо, и женка може преузети тај посао на себе уколико мужјака нема у близини. Сходно овоме, снежна сова агресивно напада ескимске псе, ирвасе, лисице, вукове, медведе, галебове, птице грабљивице и друге животиње које се превише приближе гнезду. Током зиме је забележено да чак и убија друге грабљивице.
Однос снежне сове према људима варира од стидљивости до изузетне агресивности, зависно од доба године. Забележено је више напада на људе који су завршени са озбиљним повредама, а већину напада иницирали су људи својом близином гнезду са младунцима, што указује на то да снежна сова готово свако биће близу гнезда сматра уљезом. Напади могу да се десе већ када се уљез налази на 50—100 метара од гнезда, али су много свирепији када се странци приближе до самог гнезда, поготово ако су у њему млади птићи који још увек немају способност летења.
Прва линија одбране код женке представља узрујаност и махање крилима, које почиње одмах након што опази опасност, што може бити чак и на удаљености од 380 до 415 метара. Након тога углавном следи „лајање” (у 65% случајева), „врисак” (15%) и одвраћање пажње (14,3%). Женка такође повремено може и хучати (<1%) и напасти уљеза (4,5%), мада то знатно чешће раде мужјаци, који хуче у 20% случајева опасности, а нападају у 21% ситуација, док се знатно мање оглашавају вриском (3%) и одвраћају пажњу (7,6%), али подједнако често „лају” (78%). Мужјак и женка се често могу удружити у одбрани гнезда, заузимајући агресивни одбрамбени став са спуштеном главом, раширеним крилима и подигнутим перјем на глави, леђима и слабинама, повремено се тако крећући ка опасности. Након успешне одбране гнезда, мужјак и женка убрзо настављају са нормалним родитељским активностима.
Када је реч о понашању младунаца у присуству опасности, они се шћућуре, сакрију или беже ако су угрожени. Уколико је претња директна и непосредна, они често почињу да машу крилима, љуљајући тело лево—десно, слично осталим совама. Уколико се претња настави, младунци неретко лежу на леђа и крила, нападајући непријатеља канџама и кљуном.

## Вокализација
Оглашавање снежне сове је различито и зависи од конкретне ситуације, као потребе због које се она оглашава. Код мужјака је алармно оглашавање слично лавежу, скоро као пачеће кре-кре. За разлику од мужјака, женка испушта нежнији звук који прилично подсећа на мјаук, а звучи као пји-пји или прек-прек. Песма је дубоки понављајући гау. Као одговор на опасност и узнемиравање, снежна сова може клепетати кљуном. Иако се назива клепетање, звук не долази од кљуна, већ од језика, па је исправније звати га палацање. Младунци су способни да клепећу кљуном већ са око 8 до 10 дана старости.
Младунци почињу да се оглашавају одмах након излегања, а њихово дозивање је мекано и слично цвркуту и повезано је са глади и неудобношћу. Већ две недеље стари младунци почињу да испуштају гласни шиштећи крик или сиктај, који такође представља позив за храну. Убрзо након тога, оглашавање младунаца претвара се у гласан крик, писак или врисак. Овакво дозивање младунци испуштају како када су гладни, тако и када се налазе сами у тундри и ван гнезда, што родитељима помаже да их лакше пронађу. Оглашавање као знак глади наставља да се производи све док младунци не оперјају или чак све док се у потпуности не одвоје од родитеља. Елементи вокализације одраслих птица се код младунаца углавном јављају пред зиму, а овакво оглашавање се у потпуности развија до почетка следеће сезоне узгоја.
Као и већина осталих сова, и снежна сова има разноврсни вокални репертоар, често полно диморфизован, иако су оба пола у могућности да се оглашавају на различите начине. Тако, снежна сова, између осталог, може да бучи, лаје, грокће, вришти, звиждуће и цвркуће. Све песме и дозивања могу да имају више функција и њихово произвођење зависи од ситуације до ситуације. Букање, на пример, углавном користи мужјак као територијално оглашавање, за натпевавање са другим мужјацима и удварање женки, али и за одбрану гнезда. Хукање се обично се обично састоји од једног хуу или два хуу, хуу, који се могу вишеструко понављати у краћим интервалима. Такође, хукање се може јавити и у облику дугог хууууу, али знатно ређе. Хукање мужјака је изузетно гласно, па се често може чути на удаљености већој од три километра, а забележени су и случајеви када се чуло на раздаљини већој од десет километара.
Женка се обично оглашава звиждућим мјауком, који се може чути пре и после храњења од стране мужјака и током коитуса. Мужјак најчешће користи ниско, брзо гакање ка-ка-ка-ка-ка-ка, које производи током коитуса или кад се спушта на омиљену грану. Сличан, али знатно виши тон — ке-ке-ке-ке-ке испушта и женка пре самог коитуса и када храни младунце.
Поред хукања, снежна сова има разноврсни вокални репертоар када брани младунце у гнезду или у близини гнезда, а једно од најчешћих оглашавања је лајање, које је различито описано — рик, рик, рик, ха, хау, квак или квок, а такође и као кре, кре, кре, кре, кре. Лајањем се снежна сова такође оглашава и са дрвета или у лету, а када је у близини предатор или нека друга опасност. И мужјак и женка се оглашавају лајањем када се човек приближи њиховом гнезду.

## Размножавање
Снежна сова настањује северне кругове, док за време лета борави изнад 60-ог степена географске ширине. Посебно је номадска птица, с обзиром на то да мења станиште у зависности од плена који прати. Број леминга, којих некада има у изобиљу, а некада веома мало, директно утиче на плодност снежних сова и број младунаца које ће отхранити. Због тога што бројност популације плена може да је примора на пресељење, познато је да се снежна сова може гнездити и на знатно јужнијим географским ширинама.

### Гнездо
Снежна сова постаје полно зрела са око две године старости. За разлику од већине сова, које искључиво насељавају напуштена гнезда других птица, ова врста се гнезди на тлу, градећи гнездо гребањем и издубљивањем већег кружног удубљења на врху брежуљка или у шљунку. Гнездо гради искључиво женка, и то тако што копа земљу канџама и кљуном, правећи и проширујући удубљење све док се не формира релативно кружно, плитко удубљење. Дешава се да женка ископа неколико гнезда, да би потом одабрала оно које јој највише одговара. Често бира локацију са добром видљивошћу, као што је брежуљак са лако доступним ловиштима и одсуством снежног покривача. Поред тога, снежна сова бира брежуљке без или са мало снега јер се на тим деловима терена снег у пролеће најбрже отопи и они први добијају вегетацију, али и због тога што су ти делови терена изложени честим ветровима током лета, што доприноси ослобађању од инсеката, првенствено комараца. Међутим, понекад може да насели и исушене меандре испуњене речним наслагама, као и напуштена гнезда орла.
Углавном не користи никакав додатни материјал за грађење гнезда, мада се понекад може наћи ишчупано перје на дну гнезда, као и маховине, лишајеви и трава. Гнездо је углавном неправилног кружног облика димензија 47,7 × 44 центиметара, док просечна дубина износи 9,6 центиметара. Занимљива је и појава која је уочена код неколико женки. Наиме, у периоду јаких ветрова и лошег времена, када су услови за одгој младунаца неповољни, женка често ископа алтернативно гнездо које је смештено ниже од главног, углавном на падини или у подножју брежуљка, и пребацује младунце у ново гнездо, где наставља одгој, да би, када олуја и невреме прођу, женка вратила пилиће у првобитно гнездо.

### Парење и полагање јаја
Потрага за партнером и удварање крећу већ средином зиме, да би се размножавање одвијало током маја и јуна, када мужјак производи гласне ху звуке који привлаче женке, а који се могу чути неколико километара кроз тундру. Оглашава се шиштањем и звуком који подсећа на лајање. Након парења, женка у направљено кружно удубљење, у зависности од броја плена, полаже 3—11 јаја, и то појединачно, отприлике сваког другог дана по једно, односно на сваких 41—50 сати, мада су забележени случајеви када је време између сношења два јаја износило и по четири, односно пет дана. Јаја су елиптичног или субелиптичног облика, сјајнобеле боје, просечних димензија 57 × 45 милиметара и тежине од око 60 грама.

### Инкубација и излегање младунаца
Женка лежи на јајима око пет недеља — тачније, у просеку 32 дана, након чега се излежу чисти, бели младунци, такође у размацима од по око два дана, истим редоследом којим су полагана јаја. Тако у леглу од 6 до 7 јаја, прво младунче може да буде и две недеље старије од оног које се последње излегло. Одмах по излегању, младунци су еволуирани чучавци тешки у просеку 45 грама, привремено слепи и влажни, а доњи делови тела и ноге су им готово без паперја и ружичасте боје. До краја дана, паперје им се осуши и добије беличасту боју. Они су тада беспомоћни, једва се покрећу и у великој мери зависе од од мајке, како због хране, тако и због терморегулације и заштите. Тек излегнути птићи могу испуштати мекане звукове који подсећају на цвркут, а који су повезани са глади и неудобношћу.
О младунцима брину оба родитеља. Иако су млади међусобно несразмерни, тако да чак поједини младунци могу да буду и до 15 пута тежи од најлакших, врло се ретко јављају сукоби између њих и не постоје докази о сиблициду. Такође, истраживачи нису приметили да родитељи неке младунце фаворизују, а друге запостављају, већ подједнако хране све птиће, чак и оне најситније. И мужјак и женка бране гнездо и своје младе од предатора, понекад тако што одвраћају пажњу чудним или претећим покретима, испуштају различите звукове упозорења, шире крила како би застрашили нападача, а у случајевима озбиљних претњи често нападају кљуном и канџама.

### Осамостаљивање
Иако је углавном моногамна врста, један мужјак се може парити и са две женке које се могу гнездити на око километар удаљености. Већ три недеље након излегања, најстарији младунци стају на ноге и почињу да шетају, али искључиво око гнезда. Након тога почињу да се крећу и мало даље од гнезда, углавном заједно, да би се повремено враћали до гнезда, пошто још увек зависе од родитеља. Након 6—7 недеља од излегања, младунци добијају перје и убрзо постају самостални. Први покушаји полетања се јављају већ са 30 дана старости, али непрекидни лет и потпуно оперјавање се јавља тек након 50—60 дана од излегања.
С обзиром да су арктичка лета веома кратка, младунци имају изузетно мало времена да се осамостале и науче да лове, па је због тога морталитет међу младим птицама изузетно велики и успешност гнежђења варира од године до године, а углавном се заснива на присуству леминга — омиљене хране ове птице. Када је број леминга релативно велики, величина станишта једног пара износи у просеку два квадратна километра, што је довољно велика површина да се подигну сви птићи. Након подизања младунаца, неке јединке остају на истом месту, док друге мигрирају, тражећи простор са више хране или област у којима нема других снежних сова, пошто ова птица, ван сезоне гнежђења, води релативно самачки живот.
Младунчад снежне сове

## Лов и исхрана
Снежна сова је способна да убије широк спектар животиња — од малих сисара и птица до животиња знатно већих од ње. Неке студије наводе преко 100 различитих животиња којима се снежна сова храни током зиме, док друге наводе 14 врста сисара, 43 врсте птица и једну врсту шкољке. Током сезоне узгоја младих у Северној Америци, снежна сова је у великој мери зависна од присутности леминга и других малих сисара, попут мишева, веверица, зечева и других глодара, а и у Северној Европи, Скандинавији и Русији је такође забележено да постоји слична зависност од присутности малих сисара. Такође може бити и опортунистички ловац, концентришући се на области где је плен обилан.

### Станишта за лов
Храни се углавном на отвореним стаништима као што су пољопривредна поља, обале, травната подручја, мочваре, тундре и морске површине, укључујући обале острва, ледене брегове и полиније. У оваквим стаништима, снежна сова концентрише своје напоре у трагању за храном на оне зоне које садрже велике количине плена. Тако, на пример, ван сезоне узгоја младунаца, снежна сова лови у мочварама онде где су у великој мери присутне патке, пловке и остале барске птице, или на пашњацима где је велики број малих сисара и птичје дивљачи. На Арктику је забележено да снежна сова лови морске птице на отвореним стаништима под ледом. Зиму може да проведе и на полинијама далеко на отвореном мору, где се углавном храни њоркама.

### Време лова
За разлику од осталих врста сова, снежна сова може да лови и дању, тако да се потрага за пленом може одвијати у било које доба дана и ноћи, изузев у тешким временским условима. Време потраге углавном диктирају глад јединке, годишње доба и, уколико је време гајења младунаца, нутритивне потребе женке и младунаца. Када лови појединачно, снежна сова преферира вече, ноћ и рана јутра. Током поларног дана на Арктику, када нема мрака, много активније лови током теоретске ноћи.

### Начин лова
Захваљујући смањеној дужини и густини летног перја, као и смањеној површини барбула, лет снежне сове је, за разлику од конгенеричне буљине, веома тих, готово нечујан, тако да се некад, летећи, спушта и на 20 центиметара од плена пре него што га ухвати у стању мировања. Када лови са земље, за осматрање често користи насипе, стене и брда, али радо прихвата и разне људске творевине попут ограда и телефонских стубова. Такође, не ослања се на чуло слуха као америчка буљина, већ лови уз помоћ свог доброг вида, што је потврђено разним студијама у којима су научници покушали да ухвате снежну сову уз помоћ мамца, који је она видела на удаљености од чак 1,6 km и успешно избегла замку.
Као и већина сова, и снежна сова углавном стоји и чека свој плен, да би се, када га уочи, стропоштала у лету на њега, а ако су птице у питању — хвата их у лету, покушавајући да их обруши. Уколико живи у приобалним деловима, снежна сова се понекад храни и рибом, коју лови тако што је својим снажним канџама извлачи из површинских делова воде. Постоје два основна начина за лов:
1. стајање на одмаралишту и осматрање
2. летење и осматрање.[76]

Без обзира на начин, када уочи плен, може да користи најмање пет различитих техника за лов истог: потера, обрушавање, нечујно уходање, трчање или клизање. Када сустигне плен, или слети на њега, убије га и потом поједе или понесе, или лети над њим и у лету га граби канџама. Веома је истрајна у лову и важи за оптимистичног ловца. Ако промаши да ухвати плен док лети, трчаће за њим да би га заскочила. У овоме јој помажу њена посебна стопала која имају улогу попут ципела за снег. Забележени су и занимљиви случајеви када је снежна сова чекала да ескимски ловци пуцају на краљевску гавку, коју је потом она покупила и однела у гнездо. Поред тога, праћена је једна јединка која је свакодневно патролирала око и испод 1.600 метара дугих каблова на бандерама и убијала повређене или купила мртве сиве лисконоге.

### Храњење
Попут осталих грабљивица, уколико се ради о мањем плену, попут леминга и мањих птица, снежна сова га одмах прогута целог. Јаки желудачни сокови омогућавају да се месо несметано свари, док се несвариви делови плена, попут костију, зуба, крзна и перја, сажимају у компактне куглице зване гвалице које сова избаци након 18—24 часа од храњења. Избацивање се углавном одвија на регуларним местима на којима сова проводи време, па се често на тим местима могу наћи десетине куглица. Биолози често испитују ове куглице како би открили квантитет и тип плена којим се сова хранила. Уколико једе већи плен тако што га комада кљуном и канџама у мање порције, куглице уопште неће бити произведене. Када се ради о већем плену, прво откида главу, коју углавном одбацује, а након тога тело кида на комаде.
Због ниске хранљиве вредности плена, снежна сова може да поједе и леш. Свака јединка мора да поједе између 7 и 12 мишева дневно како би задовољила своје потребе за храном. Да би млади преживели, приближно два леминга су свакодневно потребна, а цела породица конзумира и до 1.600 ових глодара док птићи не одрасту довољно да напусте гнездо. По правилу, најагресивнији родитељи и најспретнији ловци отхране највише младунаца.
Плен који донесе мужјак, женка често складишти, тако да су 10—15 леминга нормалан број јединки плена који се може наћи у гнезду. Међутим, у зависности од присутности леминга, овај број може да буде знатно већи, тако да је у тим периодима број јединки у складишту између 20 и 40, а забележени су и случајеви када је у гнезду могло да се нађе и преко 70 животиња. Храну могу да складиште и одрасле јединке за сопствене потребе, како би имали чиме да се хране за случај плена у неком тренутку понестане. Поред тога, забележено је да бројне јединке током зиме имају дебели слој поткожних масти (19—22 милиметара) који им омогућава да преживе и до 40 дана у периодима са мало или без хране.

### Плен
За време сезоне узгоја младих, снежна сова се првенствено храни леминзима и другим малим сисарима, попут мишева и других глодара, али, током периода изобиља плена, поготово током сезоне гнежђења снежница, главна и омиљена храна постају јој птићи ове птице. Ипак, разноврсност плена може да варира, поготово током зимског периода. Тада се храни малим сисарима, попут пољског и белоногог миша, међутим, неће избећи ни већи плен, често пратећи ловачке замке како би пронашла храну. Неки од већих сисара који се могу наћи на менију снежне сове укључују зечеве, бизамске пацове, мрмоте, веверице, куниће, ракуне, преријске псе, пацове и кртице. Током сезоне гнежђења често лови мале барске птице попут патки, барских кока, гњураца, шљукарица, као и фазане, тетребе и певачице и хвата их у лету, мада неретко јури и у лету хвата и веће птице, међу којима и канадску и гривасту гуску, америчку црну пловку, сребрнастог галеба, жутогрлог вранца, велику плаву чапљу, пољску еју, гаћастог мишара, америчку ветрушку, сивог сокола, али и друге врсте сова, најчешће кукувију, пругасту сову и северног ћука. Сличну технику користи и за крађу плена од других птица, најчешће од галебова, јастреба, сокола и других сова.
Поред тога, често се храни и стрвинама моржа, фоке, лисице, рибе и других мртвих животиња ухваћених у замкама. У пелету снежне сове су такође пронађени остаци инсеката и ракова, а забележене су ситуације када је мужјак снежне сове покупио остатке недавно убијеног ирваса и однео их женки у гнездо.
- Са распоном крила 145—157 cm снежна сова се нечујно обрушава на плен
- Пример уклапања снежне сове у околину
- Снежна сова носи свој плен, америчку црну патку, Мејн, САД
- Зоолошки врт Олдердисен, Билефелд

## Животни век
Премда не постоји довољан број дугорочних студија гнежђења, животни век се може одредити на основу студија зимовања, који знатно варира у зависности од тога да ли снежна сова живи у дивљини или заточеништву. Забележени су примерци у заточеништву који су живели и по 28 и 30 година, па чак и сносили плодна јаја до своје смрти. Са друге стране, у дивљини је просечан животни век снежне сове између 15 и 20 година, с тим да су забележени изузеци, односно примерци који су незнатно старији од 20 година. Неке студије, које су се бавиле овом тематиком, наводе да између 85 и 92% јединки доживи старост већу од 3 године.

## Природне претње
Иако снежна сова има свега неколико предатора, одрасла јединка је увек на опрезу и спремна да се бори против било какве претње, било по њу саму, било по потомство. Током сезоне гнежђења, снежна сова редовно брани своје гнездо од поларних лисица, врана и поморника, али и од паса, сивих вукова и других птица грабљивица. Мужјак брани гнездо тако што стражари у близини док женке леже на јајима и касније чувају младе. Оба пола нападају предаторе који се приближе гнезду, скачу на њих или на неки други начин привлаче пажњу како би их одвукли од гнезда.
Ова птица се такмичи са другим грабљивицама око хране, нарочито око леминга, а друге врсте птица које се хране истом храном укључују гаћастог мишара, сурог орла, сивог сокола, северног сокола, поморнике, северног галеба, ритску сову, америчку буљину, буљину, обичног гаврана, вука, поларну лисицу и велику ласицу. Углавном је доминантна у односу да друге грабљивице, мада понекад може да изгуби у сукобу са већим грабљивицама, међу којима су сове из рода Bubo, сури орао и мањи, али много бржи сиви соко. Неке врсте које се гнезде у близини снежне сове, међу којима и снежна гуска, имају користи од снежне сове због тога што она, терајући разне предаторе, индиректно штити и те птице.

## Конзервација
У прошлости је велики број снежних сова био убијан, нарочито током зимских месеци у Канади. У периоду 1876—1906. убијано је у просеку 500—1.000 јединки годишње. Историјски гледано, снежну сову су често користили у исхрани аутохтони арктички народи — јаја су скупљана, а одрасле јединке убијане за исхрану. Данас се, ипак, ова сова ретко лови. Године 2004. је у Бароуу усвојена резолуција којом се забрањује убијање снежне сове у овом региону, што је значајно смањило број убистава ове сове, али је у осталим регионима Аљаске традиционални лов и даље дозвољен. Године 2012—2013, Аљаски департман за лов и риболов навео је снежну сову као „некласификовану дивљач” — врсту која се може ловити зарад опстанка становника Аљаске.
Снежна сова се обично гнезди у удаљеним подручјима која су врло мало погођена људским развојем. У неколико арктичких области, како се људска насеља повећавају, на снежну сову све више утиче развој стамбених насеља. У Бароуу је, на пример, урбанизација довела до изградње зграда у областима у којима снежна сова преферира да се гнезди, што је довело до измештања ове сове из њеног традиционалног простора гнежђења. Ипак, снежна сова се донекле може прилагодити областима умерене урбанизације, уколико подручје око њеног гнезда остаје неометано.
Замке за снежне лисице такође представљају знатну опасност по снежну сову. Примера ради, године 1993. је у Сибиру у ове замке упало око 100.000 сова, од којих је 300 погинуло. Поред тога, повећан је и морталитет узрокован ударима аутомобила или камиона, нарочито на Аљаски и у Канади, мада ови губици не утичу знатно на бројност популације.

### Климатске промене
Врста је под великим утицајем климатских промена, с обзиром да су арктичка подручја за размножавање посебно осетљива на повећање температуре. Како температура расте, абиотски фактори попут повећања кише и смањења снега негативно утичу на популације леминга, од којих снежна сова зависи у великој мери. Исто тако, пошто снежна сова током зиме лови на залеђеним воденим површинама, због климатских промена плен јој постаје све недоступнији. У Скандинавији је примећен тренд опадања бројности популације, што је у блиској вези са климатским променама, глобалним загревањем и повећаним уништавањем станишта од стране људи.
Међународна унија за заштиту природе (IUCN) класификовала је снежну сову у оквиру црвене листе као последњу бригу, упркос смањењу броја популације. Разлог за ово је изузетно велики ареал распрострањености, генерално велики број јединки и умерено, не претерано значајно, смањење популације.

### Популациони статус
Процене из 2004. године показале су да укупан број јединки снежне сове износи око 290.000, док је према подацима из 2006. године, процењени број јединки снежне сове на подручју Северне Америке износио 72.000, од чега је 30% (око 22.000 јединки) младунаца. Последња процена бројноси снежне сове урађена је 2013. године и она наводи да у свету тренутно живи око 200.000 јединки, од чега 100.000 у Северној Америци.

## Хибриди
Није познато да се снежна сова укршта са другим врстама сова у дивљини, те, сходно томе, у дивљини нису примећени хибриди снежне сове и других сова. Међутим, један соколар из Колнбурга, Немачка, успео је упари мужјака снежне сове са женком буљине и да успешно одгоји младунце 2013. године. Хибридизацијом настале две младе сове имале су истакнуте ушне праменове, карактеристика која је одсутна код снежне сове, биле су нормалне величине, имале наранџасте очи и исте шаре као и њихова мајка буљина, с тим да су од оца задржале црно-белу обојеност перја. Хибриди су названи шнухус — портманто немачких речи за снежну сову и буљину (шне-ојле и уху). Године 2014, хибриди су одрасли и били су здрави.

## У популарној култури
Хедвига, Хари Потерова сова, јесте снежна сова. Иако се у књигама о Харију Потеру наводи да је Хедвига женка, у филму је приказан мужјак, с обзиром да је реч о чисто белој јединки. Поред тога, снежна сова је и званична птица канадске провинције Квебек, где током целе године насељава северне делове, а зими се често виђа и у јужнијим областима провинције.